# Ascorhynchus latipes
Ascorhynchus latipes là một loài nhện biển trong họ Ascorhynchidae. Loài này thuộc chi Ascorhynchus. Ascorhynchus latipes được miêu tả khoa học năm 1906 bởi Cole.